# Liste der Fahnenträger der kamerunischen Mannschaften bei Olympischen Spielen
Die Liste der Fahnenträger der kamerunischen Mannschaften bei Olympischen Spielen listet chronologisch alle Fahnenträger kamerunischer Mannschaften bei den Eröffnungs- (EF) und Abschlussfeiern (AF) Olympischer Spiele auf.

## Liste der Fahnenträger
| Mannschaft             | Veranstaltung | Fahnenträger (EF)           | Fahnenträger (AF)           |
| ---------------------- | ------------- | --------------------------- | --------------------------- |
| 1964 in Tokio          | Sommerspiele  | David Njitock               |                             |
| 1968 in Mexiko-Stadt   | Sommerspiele  |                             |                             |
| 1972 in München        | Sommerspiele  | Gaston Malam                |                             |
| 1976 in Montreal       | Sommerspiele  |                             |                             |
| 1980 in Moskau         | Sommerspiele  |                             |                             |
| 1984 in Los Angeles    | Sommerspiele  | (O) Issa Hayatou            |                             |
| 1988 in Seoul          | Sommerspiele  | Frédéric Ebong-Salle        |                             |
| 1992 in Barcelona      | Sommerspiele  |                             |                             |
| 1996 in Atlanta        | Sommerspiele  | Georgette Nkoma             |                             |
| 2000 in Sydney         | Sommerspiele  | Cécile Ngambi               |                             |
| 2002 in Salt Lake City | Winterspiele  | Isaac Menyoli               | Volunteer                   |
| 2004 in Athen          | Sommerspiele  | Vencelas Debaya             | Hassan N’Dam N’Jikam        |
| 2008 in Peking         | Sommerspiele  | Franck Martial Moussima     | Volunteer                   |
| 2012 in London         | Sommerspiele  | Annabel Laure Ali           | Annabel Laure Ali           |
| 2016 in Rio de Janeiro | Sommerspiele  | Wilfried Ntsengue           | Wilfried Ntsengue           |
| 2020 in Tokio          | Sommerspiele  | Joseph Essombe              | Volunteer                   |
| 2024 in Paris          | Sommerspiele  | Richelle Anita Soppi Mbella | Richelle Anita Soppi Mbella |
| 2024 in Paris          | Sommerspiele  | Emmanuel Eseme              | Emmanuel Eseme              |

Anmerkung: (EF) = Eröffnungsfeier, (AF) = Abschlussfeier, (O) = Offizieller

## Statistik
| Rang    | Sportart       | EF | AF | ∑  |
| ------- | -------------- | -- | -- | -- |
| 1       | Leichtathletik | 6  | 1  | 7  |
| 2       | Boxen          | 1  | 2  | 3  |
| 2       | Ringen         | 2  | 1  | 3  |
| 4       | Gewichtheben   | 1  | 0  | 1  |
| 4       | Judo           | 2  | 1  | 3  |
| 4       | Offizieller    | 1  | 0  | 1  |
| 4       | Volunteer      | 0  | 2  | 2  |
| Gesamt: | Gesamt:        | 13 | 7  | 20 |

| Rang    | Sportart    | EF | AF | ∑ |
| ------- | ----------- | -- | -- | - |
| 1       | Skilanglauf | 1  | 0  | 1 |
| 1       | Volunteer   | 0  | 1  | 1 |
| Gesamt: | Gesamt:     | 1  | 1  | 2 |

| Rang    | Sportart       | EF | AF | ∑  |
| ------- | -------------- | -- | -- | -- |
| 1       | Leichtathletik | 6  | 1  | 7  |
| 2       | Boxen          | 1  | 2  | 3  |
| 2       | Ringen         | 2  | 1  | 3  |
| 2       | Volunteer      | 0  | 3  | 3  |
| 5       | Gewichtheben   | 1  | 0  | 1  |
| 5       | Judo           | 2  | 1  | 3  |
| 5       | Skilanglauf    | 1  | 0  | 1  |
| 5       | Offizieller    | 1  | 0  | 1  |
| Gesamt: | Gesamt:        | 14 | 8  | 22 |